# Mikojan-Gurewitsch I-75
Die sowjetische Mikojan-Gurewitsch I-75 (russisch Микоян-Гуревич И-75) war ein schweres Abfangjagdflugzeug für den Allwetterbereich aus der zweiten Hälfte der 1950er-Jahre. Als Konkurrenzentwurf zur Suchoi Su-9 bzw. T-43 entworfen, konnte sie sich gegen diese jedoch nicht durchsetzen und ging daher nicht in Serienproduktion. Trotzdem war sie mit 2300 km/h zu ihrer Zeit das schnellste mit einem Strahlantrieb ausgerüstete Flugzeug der UdSSR.

## Entwicklung
Der Entwurf der I-75 orientierte sich an der I-7 aus der Mitte der 1950er-Jahre, weshalb sie vorerst die Bezeichnung I-7U erhielt. Optisch entsprach die I-75 einer vergrößerten Ausführung der E-2A, einem der frühen Prototypen der MiG-21. Die Tragflügel wurden von der MiG-19 übernommen und besaßen eine Vorderkantenpfeilung von 55° sowie zwei große Grenzschichtzäune. Das Leitwerk des Mitteldeckers war ebenfalls gepfeilt. Das im Rumpf eingebaute Ljulka-AL-7F-1-Triebwerk wurde durch einen im Bug beginnenden Einlasskanal mit Luft versorgt. Ebenfalls im Bug, im Stoßwellendiffusor des zentralen Lufteinlaufs, befand sich das Funkmessgerät vom Typ Uragan 5B. Das Höhenleitwerk war als Pendelruder ausgelegt und im Seitenleitwerk befand sich ein Heckwarngerät, außerdem war im Heck die automatisch regelbare Schubdüse angeordnet. Die Bewaffnung bestand gemäß der zu jener Zeit geltenden sowjetischen Militärdoktrin aus zwei Luft-Luft-Raketen an Unterflügelstationen. Die zwei Maschinenkanonen waren weggelassen worden.
Die Flugerprobung der letztlich in I-75F umbenannten Maschine wurde 1957 durch F. I. Burzew durchgeführt und erbrachte einige Erkenntnisse über das Verhalten von Pfeilflügelflugzeugen bei hohen Geschwindigkeiten. Sie war zu ihrer Zeit das schnellste sowjetische Flugzeug mit reinem TL-Antrieb. Aus der I-75F entstanden die Deltaflügel-Rekordflugzeuge Je-150 und Je-152.

## Technische Daten
| Kenngröße             | Daten I-75F / И-75Ф                                |
| --------------------- | -------------------------------------------------- |
| Besatzung             | 1                                                  |
| Länge                 | 17,00 m                                            |
| Spannweite            | 9,80 m                                             |
| Flügelfläche          | 32 m²                                              |
| Flügelstreckung       | 3,0                                                |
| Antrieb               | ein Ljulka-AL-7F-1 mit 84 kN Schub mit Nachbrenner |
| Höchstgeschwindigkeit | 2.300 km/h                                         |
| Steiggeschwindigkeit  | 2,0 min auf 10.000 m Höhe                          |
| praktische Gipfelhöhe | 21.000 m                                           |
| Reichweite            | 2.000 km                                           |
| Startmasse            | 11.380 kg                                          |
| Bewaffnung            | zwei Luft-Luft-Lenkraketen                         |